# Grand Prix-wegrace van de FIM
De Grand Prix van de FIM voor motorfietsen was een motorsportrace, die in 1993 eenmalig werd verreden als vervanger voor de Grand Prix van Zuid-Afrika en meetelde voor het wereldkampioenschap wegrace. Het evenement vond plaats op het Circuito Permanente del Jarama.

Circuito Permanente del Jarama (1993)

## Statistiek
| Editie | Seizoen | Circuit | Klasse  | Winnaar                           | Tweede                      | Derde                             | Poleposition                      | Snelste ronde                     |
| ------ | ------- | ------- | ------- | --------------------------------- | --------------------------- | --------------------------------- | --------------------------------- | --------------------------------- |
| 1      | 1993    | Jarama  | 125 cc  | Ralf Waldmann (Aprilia)           | Takeshi Tsujimura (Honda)   | Kazuto Sakata (Honda)             | Dirk Raudies (Honda)              | Noboru Ueda (Honda)               |
| 1      | 1993    | Jarama  | 250 cc  | Tetsuya Harada (Yamaha)           | Loris Reggiani (Aprilia)    | Max Biaggi (Honda)                | Loris Capirossi (Honda)           | Loris Capirossi (Honda)           |
| 1      | 1993    | Jarama  | 500 cc  | Alex Barros (Suzuki)              | Daryl Beattie (Honda)       | Kevin Schwantz (Suzuki)           | John Kocinski (Cagiva)            | John Kocinski (Cagiva)            |
| 1      | 1993    | Jarama  | Zijspan | Biland / Waltisperg (LCR-Krauser) | Webster / Simmons (LCR-ADM) | P. Güdel / C. Güdel (LCR-Krauser) | Biland / Waltisperg (LCR-Krauser) | Biland / Waltisperg (LCR-Krauser) |

## Noot
1. ↑  Officieel vond er geen telling plaats